# 金千均
金千均（김천균，1960年3月17日—），又譯金天均，北韓政治家及銀行家，任職朝鮮民主主義人民共和國中央銀行總裁、朝鮮勞動黨中央委員會候補委員及最高人民會議代議員。

## 生平
金千均於2014年首次當選為最高人民會議代議員。同年接替白龍天出任中央銀行總裁一職。2016年5月，當選朝鮮勞動黨中央委員會候補委員。2019年3月，成功連任最高人民會議代議員席位。

## 資料來源
1. ↑  . 統一新聞. 2016-05-11  [2018-09-13]. （原始内容存档于2020-10-08） （韩语）.
2. ↑  . 統一新聞. 2019-03-12  [2019-03-13]. （原始内容存档于2019-03-13） （韩语）.